# Kolce
Kolce est une localité polonaise de la gmina de Głuszyca, située dans le powiat de Wałbrzych en voïvodie de Basse-Silésie.